# Manchester Central Football Club
O Manchester Central Football Club foi um clube de futebol inglês de curta existência.

## Historia
O time foi criado em 1928 para representar a região leste de Manchester. O Manchester City havia acabado de deixar a região em função do incêndio que ocorrera em seu estádio, o Hyde Road, em 1920. Tradicional equipe da cidade, o City mudara-se para o sul, onde o Maine Road seria por décadas o seu estádio. Entretanto, o campo situava-se relativamente próximo de Old Trafford, do outro time da cidade, o Manchester United, fazendo com que os dois grandes times da cidade ficassem na região sul.
A situação revoltou alguns dirigentes do City, que desejavam permanecer no leste. Decidiram então criar um clube identificado com a região e o bairro de Hyde. Uma das causas para a escolha do nome Manchester Central seria para provocar o City, uma vez que ambos teriam as mesmas iniciais: MCFC. Para ocupar o cargo de técnico foi chamado um ex-astro de City e United, Billy Meredith.
O projeto foi recebido com entusiasmo pela população local, não só do leste, como de toda a cidade: o United, após conquistar dois títulos no campeonato inglês e um na Copa da Inglaterra no início do século, era uma equipe decadente nos anos 20, tendo figurado na segunda divisão e com média pífia de público de 5 mil pessoas. O City, que embora sem troféus vivia momento um pouco melhor, era visto como uma equipe que não demoraria a seguir o mesmo caminho.
A primeira temporada, a de 1928/29, foi disputada em uma liga amadora, pedindo ao fim dela a inscrição na Football League, o que lhe permitira profissionalizar-se e jogar a terceira divisão. Temendo a nova força na cidade, City e United, que ainda não tinham rivalidade intensa, uniram-se e utilizaram o poder de veto de ambos para impedir a entrada do vizinho. Ao final da de 1929/30, os dois repetiram a ação e o Central teve de continuar amador em seu terceiro ano de vida.
Ao final da seguinte, a de 1930/31, surgiu a sua maior oportunidade, o Wigan Borough desistiu de disputar a terceira divisão. O Central imediatamente se candidatou à vaga, atraindo simpatia geral: tinha boa estrutura e públicos. O United tinha um motivo a mais para temer o Central: havia acabado aquela temporada rebaixado novamente à segunda, fazendo do City o único time da cidade presente na divisão de elite. Mais uma vez, ambos uniram-se e impuseram seus vetos.
A diretoria do clube desistiu do projeto, vendo que não conseguiria ingressar na Liga, e o clube fechou as portas em 1932. Um novo Manchester Central foi cogitado em 2005, por torcedores descontentes desta vez do United, insatisfeitos com a venda do clube para um milionário estadunidense, Malcolm Glazer. O time novo foi criado, mas o nome escolhido foi United of Manchester.